# Vanessa Baden
Vanessa Baden (Satellite Beach, Florida, 8 de septiembre de 1985) es una actriz estadounidense. Conocida por haber interpretado a la adorable Kira Rockmore en la serie de televisión de Nickelodeon Kenan & Kel y a Vanessa en la serie de televisión Gullah Gullah Island, en el papel de la protagonista.

## Filmografía
- 2000: Two Heads Are Better Than None.
- 1997: Rosewood.
- 1997: Figure It Out.
- 1996-2000: Kenan & Kel (Kenan y Kel), serie de televisión.
- 1996: Ocean.
- 1994: Gullah, Gullah Island, serie de televisión.
- 1994: My Brother and Me, serie de televisión.